# Shaina Pellington
Shaina Pellington (Pickering, 1º giugno 1999) è una cestista canadese.

## Carriera
Con il Canada ha disputato le Olimpiadi di Tokyo 2020 e i Campionati americani del 2021.